# Distrito Miranda
El Distrito Miranda era la entidad territorial del estado Zulia (Venezuela) que precedió al actual municipio Miranda recibió el nombre del precursor de la independencia Francisco de Miranda (1750-1815).

## Ubicación
Limitaba al norte con el Golfo de Venezuela , al sur con el distrito Sucre en el río Machango (actual municipio Baralt), al este con el estado Falcón en la serranía de Ziruma y al oeste con el lago de Maracaibo.

## Historia
El distrito Miranda fue creado como una nueva división político territorial del estado Zulia en el año 1864 cuando el antiguo Cantón Altagracia, cambió su nombre a Distrito Miranda. Su capital fue establecida en la población de Los Puertos de Altagracia.
El distrito Miranda era una zona costera con pocos habitantes y aislada del resto del país, su única vía de comunicación era el lago de Maracaibo.
En 1864 la provincia de Maracaibo pasa a llamarse estado Zulia, el cantón Altagracia, conservó su territorio sin modificaciones durante los múltiples avatares de anexiones, fusiones y divisiones por los que pasó el estado Zulia en el siglo XIX, con la única anexión de la parroquia Democracia Quisiro en 1883.
En 1867 comienza la producción de arroz en Quisiro.
Posteriormente en 1884 se modificó la división territorial del estado Zulia creándose el Distrito Bolívar con capital en Santa Rita, dajando al distrito Miranda con el mismo terrirotio del actual municipio Miranda.
Como en el distrito Miranda no se encontró petróleo, mantuvo su vocación de región pesquera y agrícola, ya para entonces eran importantes las plantaciones de arroz en el caño Oribor (Quisiro) y la pesca en la bahía del Tablazo y Golfo de Venezuela.
Fue en los años 1960 cuando comenzó la construcción del complejo petroquímico El Tablazo, lo que iniciaría la industria local, el cual fue inaugurado en 1971.

## Geografía
El cantón Altagracia estaba conformado entre 1864 y 1884 por los actuales municipios Miranda (sin Quisiro), Santa Rita, Cabimas, Simón Bolívar, Lagunillas y Valmore Rodríguez.
El distrito Miranda estaba conformado entre 1884 y 1989 por el territorio actual del municipio Miranda.
Estaba constituido por una sabana seca y un desierto con dunas (Quisiro) que bajaban de la Sierra de Coro hasta las orillas del Lago de Maracaibo y el Golfo de Venezuela. La existencia de la falla del Ancón de Iturre, lo separaba de las zonas petroleras del sur, y le daba una topografía diferente.
La llanuras tienen bosques tropicales secos que fueron profundamente intervenidos durante la existencia del distrito para convertirlos en campos de cultivo y tierras de pastoreo.
La falla del Ancón de Iturre es el límite norte de la cuenca del lago de Maracaibo y la separa de la cuenca del Golfo de Venezuela.
Posteriormente se anexaron las tierras áridas de Quisiro y la ciénaga de los Olivitos.

## Parroquias

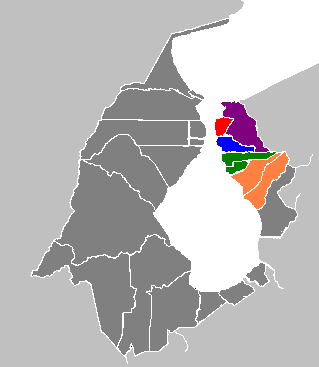
Parroquias del Distrito Miranda.

En 1883 la parroquia Democracia (Quisiro) fue cedida por Falcón dentro del estado Falcón – Zulia (1881 – 1890), al separarse el estado Zulia en 1890, el cantón Altagracia conservó la parroquia Democracia, fusionada con la parroquia Ciruma.
Luego distrito estaba dividido en 2 parroquias Altagracia (actuales Altgracia y San José) y Faría (actuales Faría, Ana María Campos y San Antonio).
En 1980 las parroquias fueron ampliadas a 3: Altagracia (actuales Altagracia y San José), Faría (actuales Faría y Ana María Campos) y San Antonio

## Actividad económica
Originalmente la pesca era la principal actividad económica en los puertos de Altagracia, Punta de Leiva, Los Jovitos, Bella Vista, Ancón de Iturre y Sabaneta de Palmas.
Desde fines del siglo XIX se cultivaba arroz en Quisiro.
El comercio lacustre con Maracaibo y las islas del lago era otra fuente de ingresos local.
Con la construcción del Tablazo en 1972 comenzó la actividad industrial.
El turismo se fue convirtiendo en una nueva actividad con visitantes venidos del Distrito Bolívar para disfrutar de las limpias playas del golfo (las del Distrito Bolívar fueron contaminadas muy temprano por la actividad petrolera, a partir del Tablazo, la bahía del Tablazo comenzó a ser afectada por la contaminación).

## Escudo
El escudo fue aprobado en 1975 por el consejo del distrito, consta de 3 cuarteles con los colores de la bandera de Venezuela, el superior izquierdo amarillo contiene peces simbolizando la riqueza de las costas, el superior derecho azul muestra a Ana María Campos, heroína de la independencia nativa de los puertos, el inferior rojo contiene la petroquímica del Tablazo, inaugurada en 1972 y que simbolizaba el progreso. El escudo sigue siendo usado sin modificación por la entidad sucesora del distrito el municipio Miranda.

## Política
El Distrito Miranda era gobernado desde su fundación por un Prefecto y un Consejo Municipal, los cuales eran elegidos por el gobierno de turno, así durante las dictaduras eran funcionarios del gobierno o militares y durante la democracia era miembros del partido gobernante de turno o partidos aliados, así hubo prefectos de AD, COPEY, URD y el MEP.
Las funciones del distrito eran más limitadas que las de las alcaldías actuales e incluían:
- Catastro
- Impuestos municipales comerciales
- Emisión de timbres fiscales
- Ornato
- Registro Civil

El distrito también ejercía funciones de educación como Distrito Escolar Miranda bajo el Ministerio de Educación, y a su vez organizaba eventos deportivos como juegos inter escuelas o inter distritos.
Funciones como vialidad, servicios, vivienda quedaban bajo la potestad exclusiva del ejecutivo nacional de turno, por medio de organismos como el Ministerio de Transporte y Comunicaciones, Gas del Distrito, Cadafe (la compañía eléctrica), El Instituto Municipal del Aseo Urbano (IMAU), El Instituto Nacional de Obras Sanitarias (INOS), El Ministerio de la Salud, el Ministerio de Educación (ME), el Instituto Nacional de la Vivienda (INAVI).
El centralismo ocasionaba el retraso de las obras, la mala planificación (sin conocer realmente la zona con proyectos hechos en Caracas) y el abandono, para lo que el distrito era impotente.

## Disolución
La reforma de la constitución de Venezuela de 1961 realizada en 1989 conocida como Reforma del estado, tenía como objetivo reordenar el espacio geográfico creando la figura de los municipios, democratizar y descentralizar la administración pública creando gobernadores, alcaldes y concejales electos por el pueblo. Con tal motivo se realizó un estudio donde se dividieron algunos distritos y el Distrito Miranda permaneció íntegro, sin embargo se crearon las parroquias que actualmente componen el municipio Miranda (Zulia).
Además las alcaldías tendrían personalidad propia y no serían solo divisiones administrativas, con el derecho a establecer sus propios símbolos, y con mayor autonomía para decretar ordenanzas.
También se buscaba la descentralización pasando los servicios a compañías privadas regionales, o locales con lo cual Cadafe pasó a ser ENELCO (Energía Eléctrica de la Costa Oriental), Gasdiboca se dividió, el Imau también, el INOS pasó a ser Hidrolago.
Los alcaldes también tendrían un presupuesto y mayores facultades que los prefectos, con responsabilidades en seguridad, servicios, vialidad, transporte y vivienda.

## Legado
El nombre del distrito Miranda, así como organismos y elementos geográficos relacionados perdura en:
- El Municipio Miranda.